# Dusona sericea
Dusona sericea là một loài tò vò trong họ Ichneumonidae.